# Півторан Сергій Іхтемійович
Сергі́й Іхте́мійович Півтора́н — підполковник медичної служби Збройних Сил України, учасник російсько-української війни.

## Життєпис
Начальник відділення анестезіології, реанімації та інтенсивної терапії Чернівецького військового госпіталю. Лікар вищої категорії.

## Нагороди
- Орден Данила Галицького (2 грудня 2016) — за особистий внесок у зміцнення обороноздатності Української держави, мужність, самовідданість і високий професіоналізм, виявлені під час виконання військового обов’язку, та з нагоди Дня Збройних Сил України[1]